# Na’od II.
Na’od II. (amharisch ናኦድ, * 1704; † 28. März 1722) war für einen Tag, vom 30. Juni bis zum 1. Juli 1708, Negus Negest (Kaiser) von Äthiopien. Er war ein Sohn von Tekle Haymanot I.
Am Tag des Todes seines Vaters erklärte der Enderasse Ras Faris den Minderjährigen Na'od zum Kaiser. Bereits am folgenden Tag wurde er durch den späteren Kaiser Yostos zugunsten dessen Großonkels Theophilus abgesetzt. Na'od wurde ins Kloster auf Wehni geschickt und am 28. März 1722 durch seinen Onkel Bakaffa ermordet, der an seiner statt Kaiser wurde.
| Vorgänger         | Amt                       | Nachfolger |
| ----------------- | ------------------------- | ---------- |
| Tekle Haymanot I. | Kaiser von Äthiopien 1708 | Theophilus |

| Personendaten    | Personendaten                       |
| ---------------- | ----------------------------------- |
| NAME             | Na’od II.                           |
| KURZBESCHREIBUNG | Negus Negest (Kaiser) von Äthiopien |
| GEBURTSDATUM     | 1704                                |
| STERBEDATUM      | 28. März 1722                       |